# Autógrafo

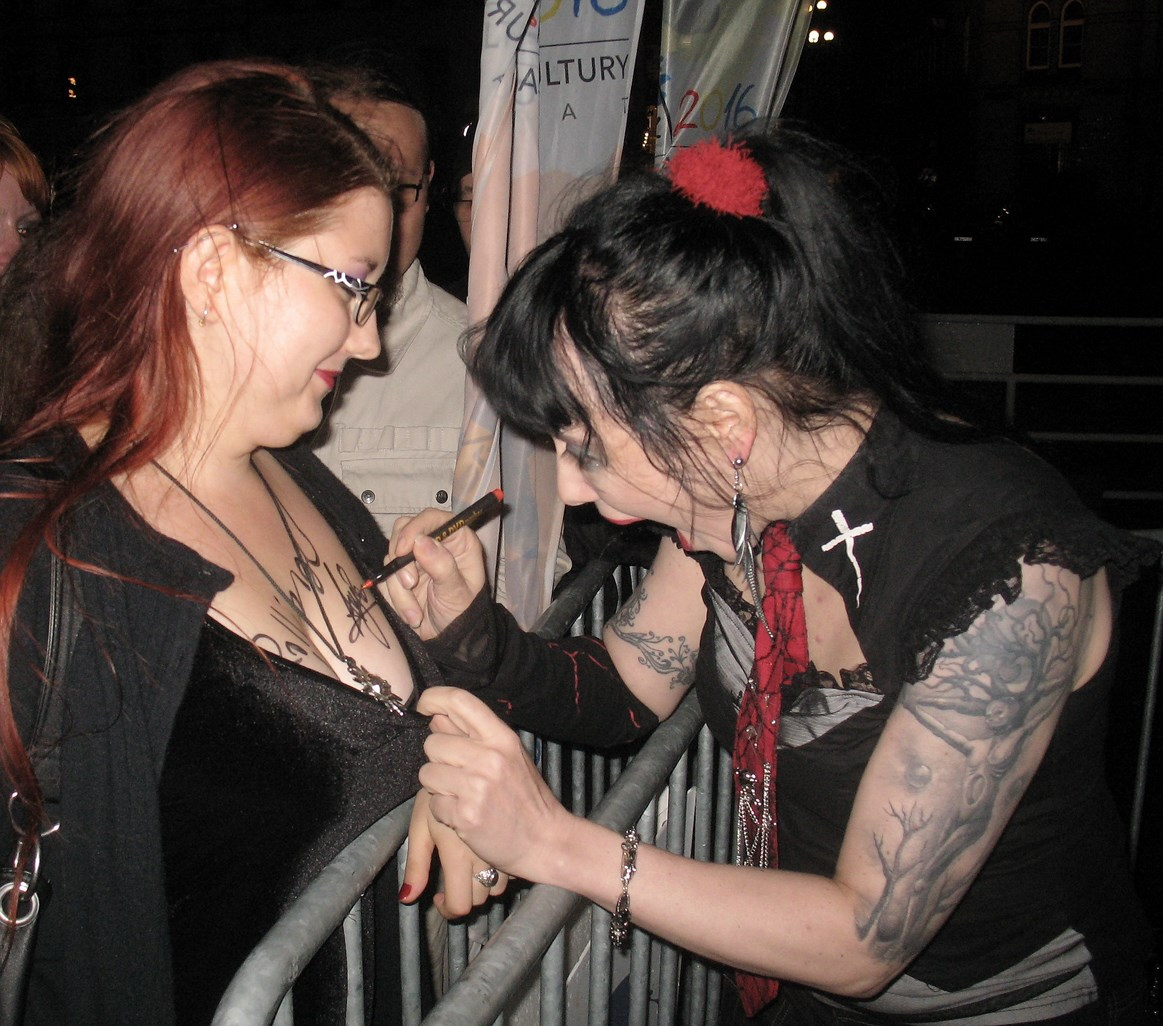
La cantante polaca Anja Orthodox en julio de 2010, autografiando sobre el cuerpo de una de sus admiradoras.

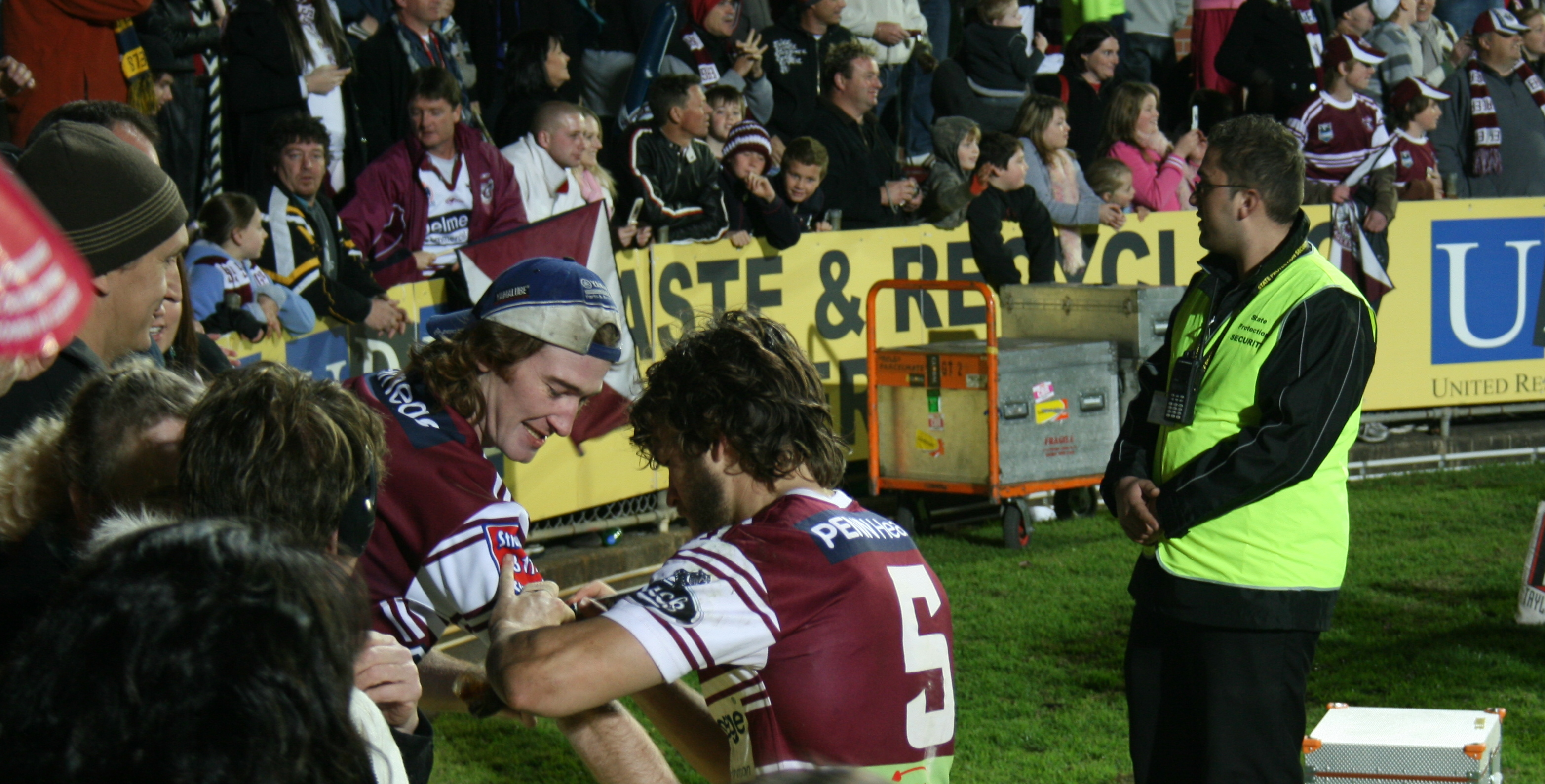
Jugador del Manly-Warringah Sea Eagles (NRL) autografiando el brazo de un aficionado.

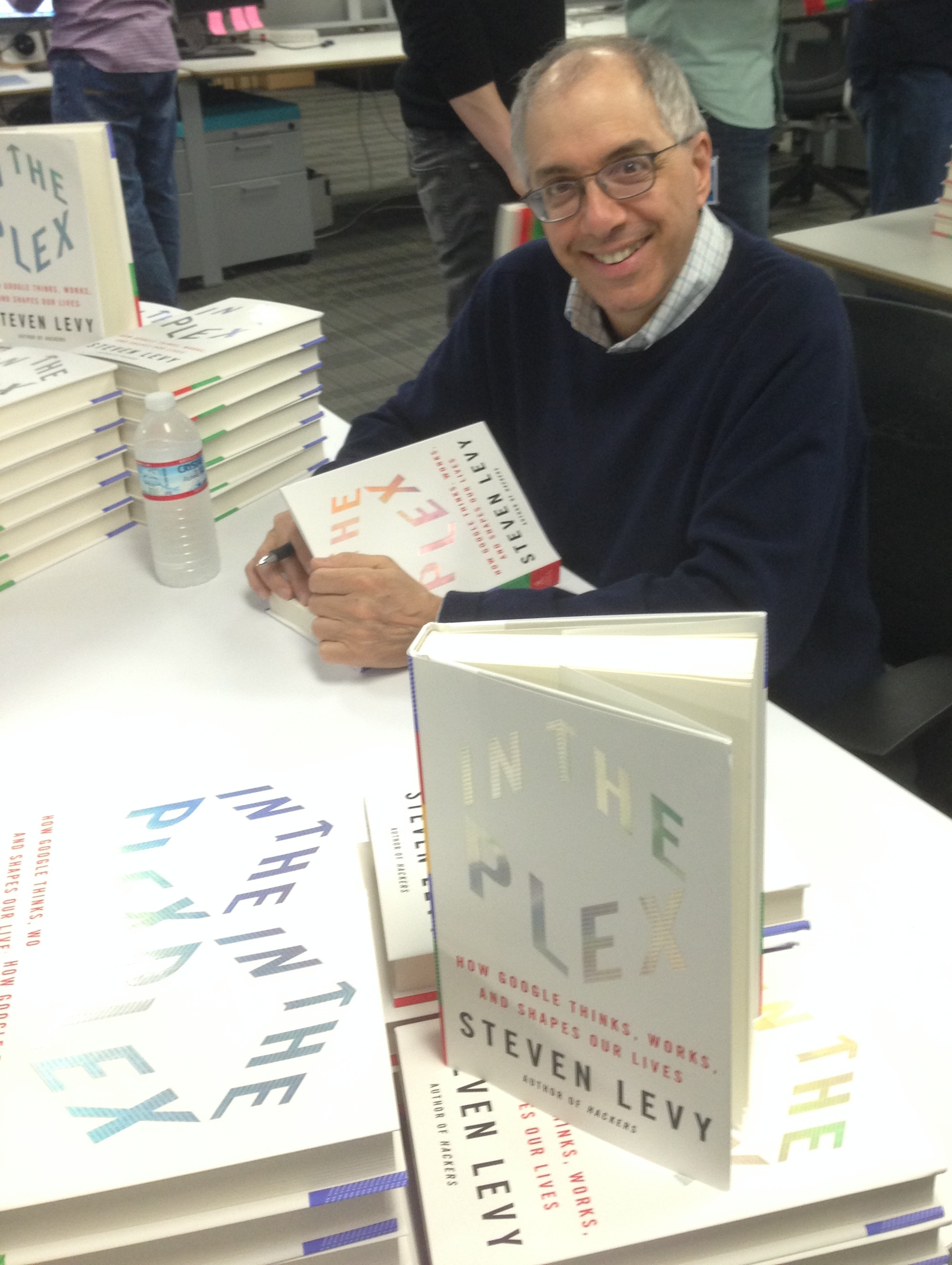
Steven Levy autografiando algunos libros en las oficinas de Nest Labs, en Palo Alto, California, febrero de 2014.

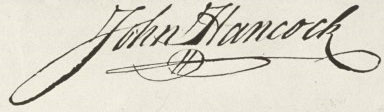
Firma autográfica de John Hancock en la Declaración de independencia de Estados Unidos.

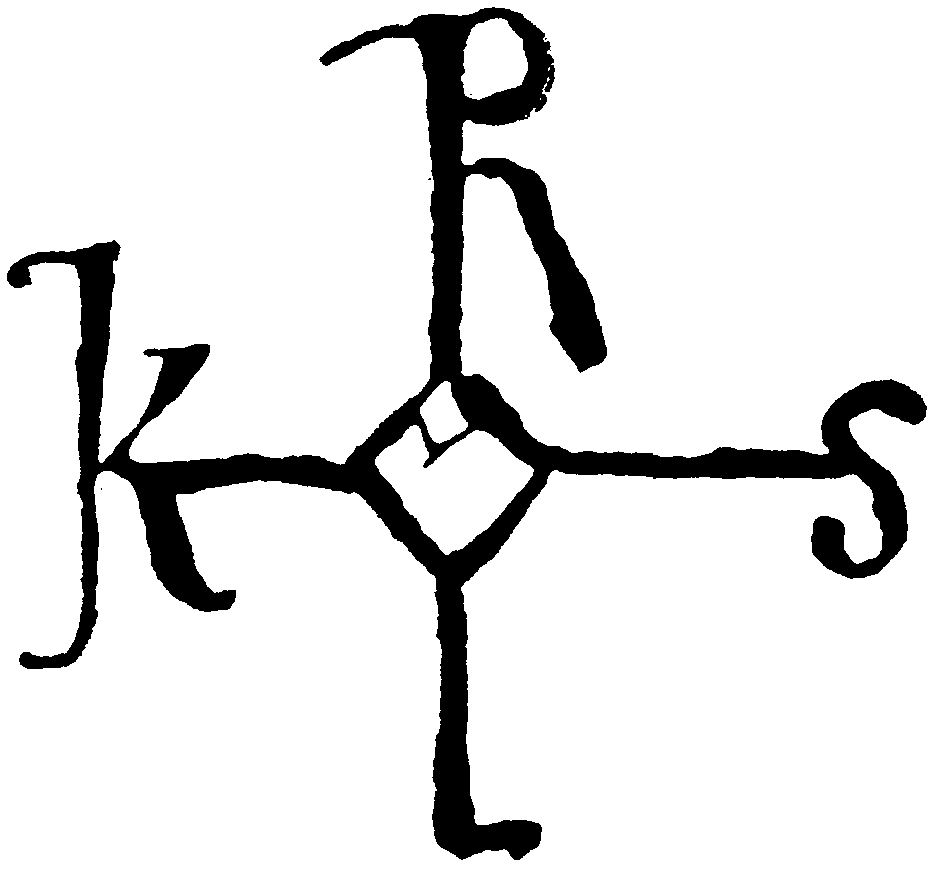
Autógrafo de Carlomagno.

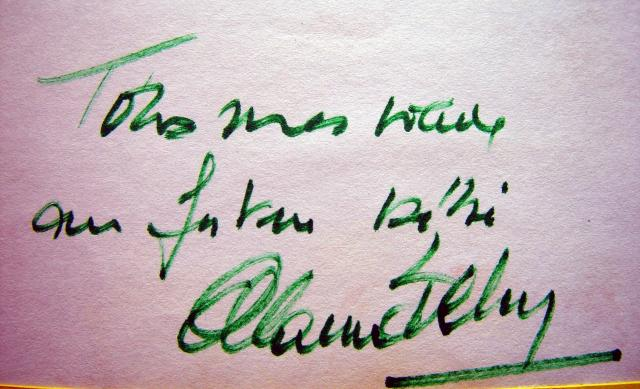
Dedicatoria del actor francés Alain Delon, por el futuro nacimiento de una niña que se llamaría Alexia.

Un autógrafo (del latín autogrăphus, y este del griego, αὐτόγραφος) es un documento escrito totalmente a mano por su autor, en oposición a un documento mecanografiado o transcrito por un copista. Fuera del ámbito de la historia, un autógrafo es una firma dedicada por una persona famosa a un fan o admirador.
En el léxico musical, este término se emplea con frecuencia en lugar de la expresión "partitura autógrafa", haciendo referencia a aquella partitura escrita por la mano del propio compositor y firmada por él mismo.

## Como dedicatoria
Los autógrafos de este tipo pueden mostrar un diseño muy variado. Los autógrafos de historietistas, por ejemplo, son diferentes de los que se solicitan de un cantante, un deportista, o un escritor, ya que con frecuencia van acompañados del correspondiente monigote de su creación más célebre. También pueden realizarse sobre diferentes materiales e incluso, a su petición, sobre la piel de algún admirador en forma no permanente.
Hay personas que se dedican a coleccionar autógrafos de artistas y celebridades populares. Un autógrafo, dependiendo de quién lo haya firmado, puede aumentar el valor del objeto sobre el que se realiza. Si se autografía un billete, el mismo podría aumentar su valor y ser vendido a un mayor precio que su valor nominal, de modo que es ilegal autografiar dinero en varios países.
Es muy común que las bandas y cantantes organicen firmas de autógrafos donde, además, socializan con los fanes.